# 7,62×25 mm TT

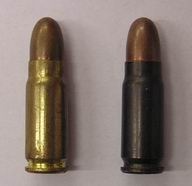
7,62 mm Tokarev lőszerek. Baloldalt egy rézhüvelyes, jobboldalt egy acélhüvelyes.

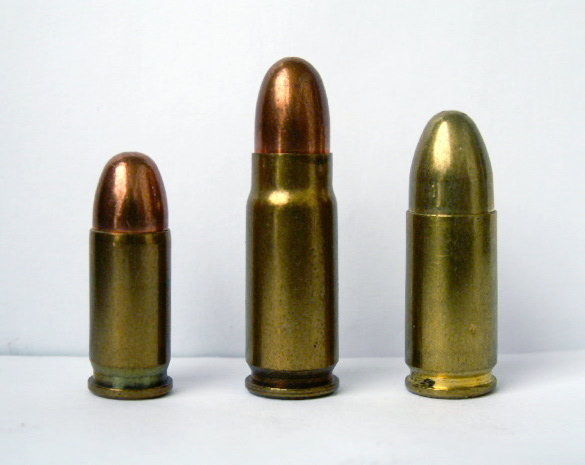
Összehasonlítás: 7,65 mm Browning, 7,62 Tokarev, 9 mm Parabellum

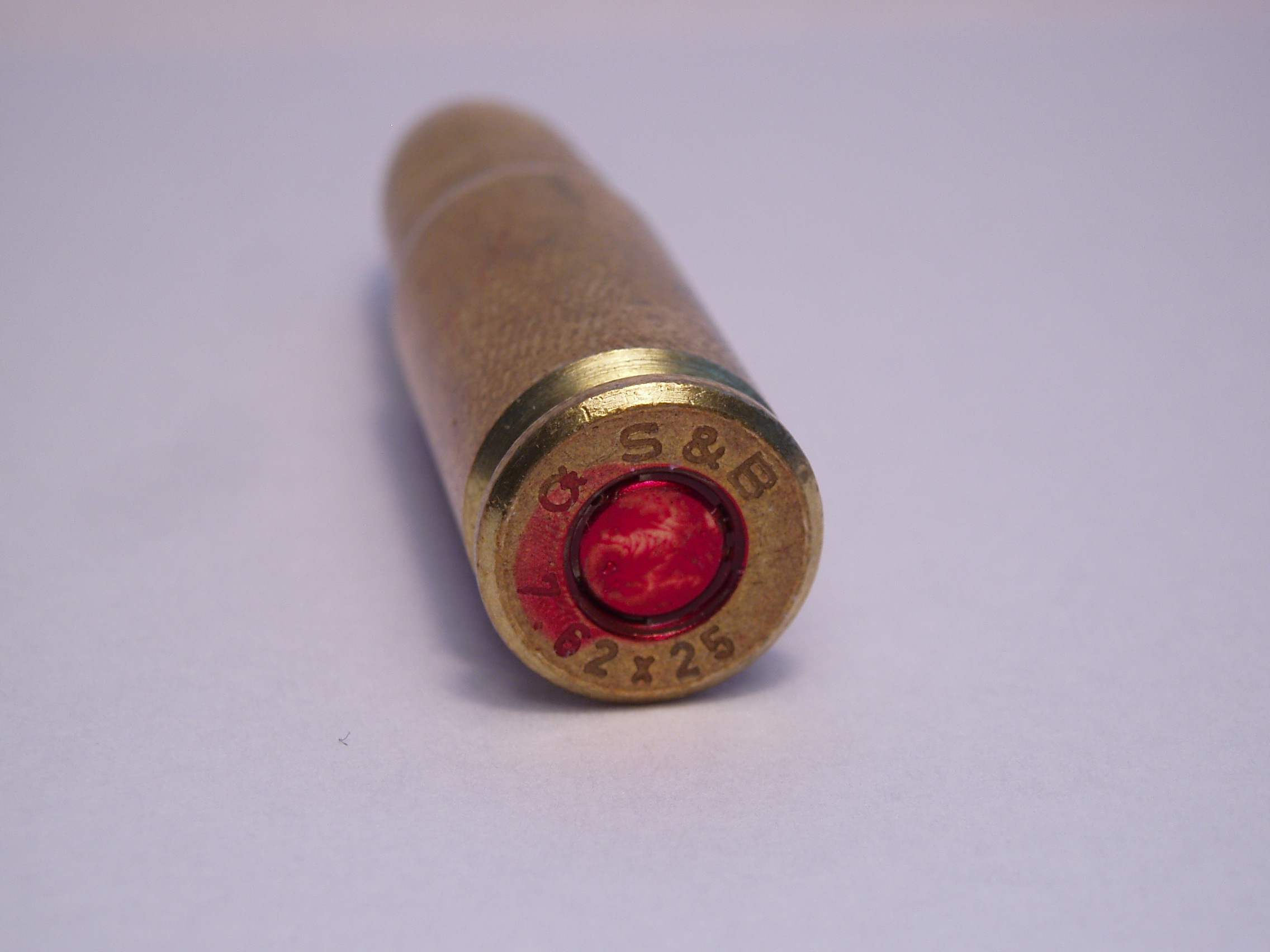
Egy Sellier & Bellot 7,62 mm Tokarev lőszer fenékjelzése alulnézetben

A 7,62×25 mm Tokarev egy széles körben alkalmazott palacknyakú pisztolylőszer volt az egykori Szovjetunióban és szövetséges államaiban.

## Kivitel
A lőszer elvben a 7,63×25 mm Mauser szovjet változata. Nagyon hasonlóak, egy 7,62 mm Tokarevre szerkesztett fegyver tudja használni a 7,63 mm Mauser lőszert.
A szovjetek a géppisztolyok számára rengeteg féle töltettel készítették ezt a lőszert. Volt páncéltörő, nyomjelző és gyújtólövedék is. Ennek a lőszernek kitűnő áthatolóképessége van, és könnyen leküzdi a könnyebb golyóálló mellényeket (I, IIA és II osztály). Habár a legtöbb ilyen kaliberű lőfegyvert elavultnak nyilvánították és kivonták a katonai leltárból, néhány rendőri és speciális alakulat Oroszországban és (főként) Kínában jelenleg is használja  kiváló áthatolóképessége miatt a népszerűbb 9 mm Makarov és 9 mm Parabellum helyett.
Említésre méltó még az a félreértés, hogy a piacon fellelhető 7,62 mm Tokarev töltények többsége rézburkolatú acélmagvas lövedéket használna. A történet szerint ez megnöveli az esélyét, hogy a lövedék gurulatot kap ha kemény célpontra lőjük, és rongálja a lőterek golyófogóit. Az acélmagvas 7,62×25 mm lőszerek USA-beli importja illegális, a szövetségi törvény páncéltörő pisztolylőszernek határozta meg. Ezek a lövedékek valójában ólommagvasak, rézszínű acélköpennyel, és nem jelentenek nagyobb gurulatveszélyt a hagyományos rézköpenyes lövedékekkel szemben.

## Teljesítmény
A lövedéknek átlagosan 450 m/s körüli csőtorkolati sebessége, és 580 J körüli energiája van. Az elsütésekor keletkező szokatlanul nagy hang és torkolattűz meglepheti a nézőket.
A lőszer legemlítésreméltóbb használói a Tokarev TT–33 pisztoly, együtt számos géppisztollyal, mint például a szovjet PPD–40, PPS–41, PPSZ–43, a cseh Vz.24, Vz.26, ČZ vz. 52, és az orosz PP–19 Bizon vagy a magyar Kucher K1.

## Jelentősebb változatai
A szabványos szovjet szolgálati lőszer egyik módosítását Csehszlovákiában gyártották, a különlegesen megerősített Vz. 52 (ČC–52) pisztolyhoz. Ez a Cseh M48 néven ismert lőszer nagyobb nyomáson üzemelt mint a szabványos Tokarev lőszer, javítva a ballisztikát. Mindazonáltal az erősebb töltet nagyobb veszélyt jelentett a nem ekkora nyomásra tervezett fegyverekre. A kínai 7,62 mm Type P egy speciális hangsebesség alatti (szubszonikus) lőszer, kifejezetten hangtompítós lőfegyverekhez.

## Egyéb elnevezései
- 7,62 mm Type P
- 7,62 mm Tokarev
- 7,62×25 mm TT
- .30 Tokarev
- Czech M48
- 7,62 Russian
- 7,62 TT

## Fegyverek

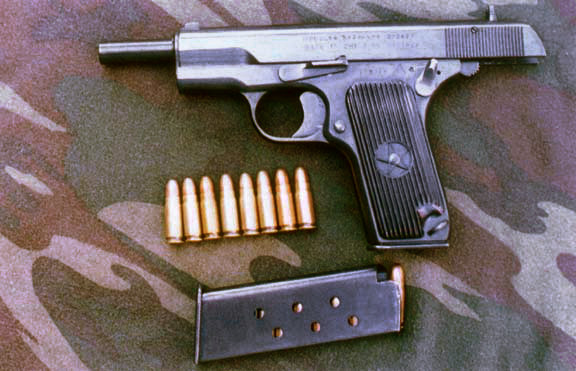
A TT-33 Type 54 nevezetű kínai másolata 7,62×25 mm lőszerrel

A KGST tagság okán a 7,62×25 mm lőszert nagyarányban használták a Szovjetunióban és más kommunista országokban. A KGST országokon kívül ismeretlen volt; ám a hidegháború befejeztével sok fegyvert, főleg pisztolyokat exportáltak ebben a jelenleg is gyártott kaliberben. Ebben a kaliberben gyártott fegyverek például a cseh Vz. 52, az orosz TT-33 és az OTs–27 Berdysh pisztolyok, ezenkívül a szovjet PPD–40, PPS–41, PPSZ–43 és OTs-39, a cseh Vz. 24 és Vz.26, az észak-vietnami K-50M, módosított MAS 38 (MAS Mle 1938) és MAT 49 géppisztolyok, valamint a jugoszláv MP40 másolat, az M56.

## Fordítás
- Ez a szócikk részben vagy egészben  a(z)   7.62x25mm Tokarev című angol Wikipédia-szócikk fordításán alapul.  Az eredeti cikk szerkesztőit annak laptörténete sorolja fel. Ez a jelzés csupán a megfogalmazás eredetét és a szerzői jogokat jelzi, nem szolgál a cikkben szereplő információk forrásmegjelöléseként.